# Audi A3 II
Cet article concerne la deuxième génération de l’Audi A3. Pour des informations générales sur l’Audi A3, consultez Audi A3.
L'Audi A3 (désignation interne 8P) est une berline compacte du constructeur automobile allemand Audi. Elle est la seconde génération de l'A3 et fait suite à l'Audi A3 (8L) proposée depuis 1996.

## Présentation
Après le Volkswagen Touran I, il s'agissait du deuxième véhicule du groupe Volkswagen à être basé sur la plate-forme A de la Golf V (code interne PQ35). La présentation officielle de la variante trois portes a eu lieu au salon international de l'automobile de Genève en 2003, celle de l'A3 cinq portes, la Sportback, a eu lieu en 2004 au Norisring dans le cadre de la course du Deutsche Tourenwagen Masters qui s'y déroulait.
Visuellement, la 8P est restée en grande partie fidèle à la silhouette de sa prédécesseur, mais elle est devenue plus anguleuse et - jusqu'au premier lifting au début de l'été 2005 - elle a été la dernière gamme de modèles à présenter la calandre à double cadre d'Audi en tant qu'élément de design central sur la face avant du véhicule.
L'A3 et la S3 étaient produites à l'usine principale d'Ingolstadt. Un petit lot a finalement été assemblé à l'usine Audi Brussels de 2009 à 2010. Elle a servi de modèle de transition jusqu'à ce que l'Audi A1 8X sorte de la chaîne de montage mi-2010. Les carrosseries de l'A3 Cabriolet et de la RS3 Sportback étaient fabriquées et peintes à Ingolstadt et finalement assemblées à Győr par Audi Hungaria Motor Kft.

## Changements par rapport à la prédécesseur
- Nouveaux moteurs (FSI de 1,6 L, FSI de 2,0 L, TDI de 2,0 L, TDI de 3,2 L, TFSI de 1,2 L, TFSI de 1,4 L, TFSI de 1,8 L, TFSI de 2,0 L et TDI de 1,6 L) TFSI avec transmission à 6 rapports ou à double embrayage (S tronic), TDI de 1,6 L avec transmission à 5 rapports ou à double embrayage (S tronic), tous les autres TDI avec transmission à 6 rapports ou à double embrayage (S tronic).
- Boîte de vitesses à changement direct DSG, appelée S tronic chez Audi, disponible à partir de l'année modèle 2006, depuis le début avec le V6 de 3.2 L.
- Diverses améliorations techniques telles que la direction électromécanique, la suspension indépendante sur l'essieu arrière, la climatisation automatique de luxe à deux zones.

## Variantes de carrosserie
Comme sa prédécesseur, la 8L, l'Audi A3 8P était disponible en version trois portes (8P) et cinq portes (8PA). La variante cinq portes, dont la production a commencé environ un an et demi après la trois portes, était connue sous le nom d'A3 Sportback, qui différait de la trois portes principalement par des feux arrière modifiés et une carrosserie plus longue de 72 mm.
Les ventes de l'A3 Cabriolet ont commencé en Allemagne à la mi-janvier 2008. Cinq variantes de moteur étaient disponibles, dont trois moteurs essence de 75 kW (102 ch), 118 kW (160 ch) et 147 kW (200 ch) et deux moteurs diesel de 77 et 103 kW (105 et 140 ch). Contrairement à la tendance générale, Audi a opté - comme pour l'A4 Cabriolet - pour une capote en tissu classique au lieu d'un toit pliant en tôle.

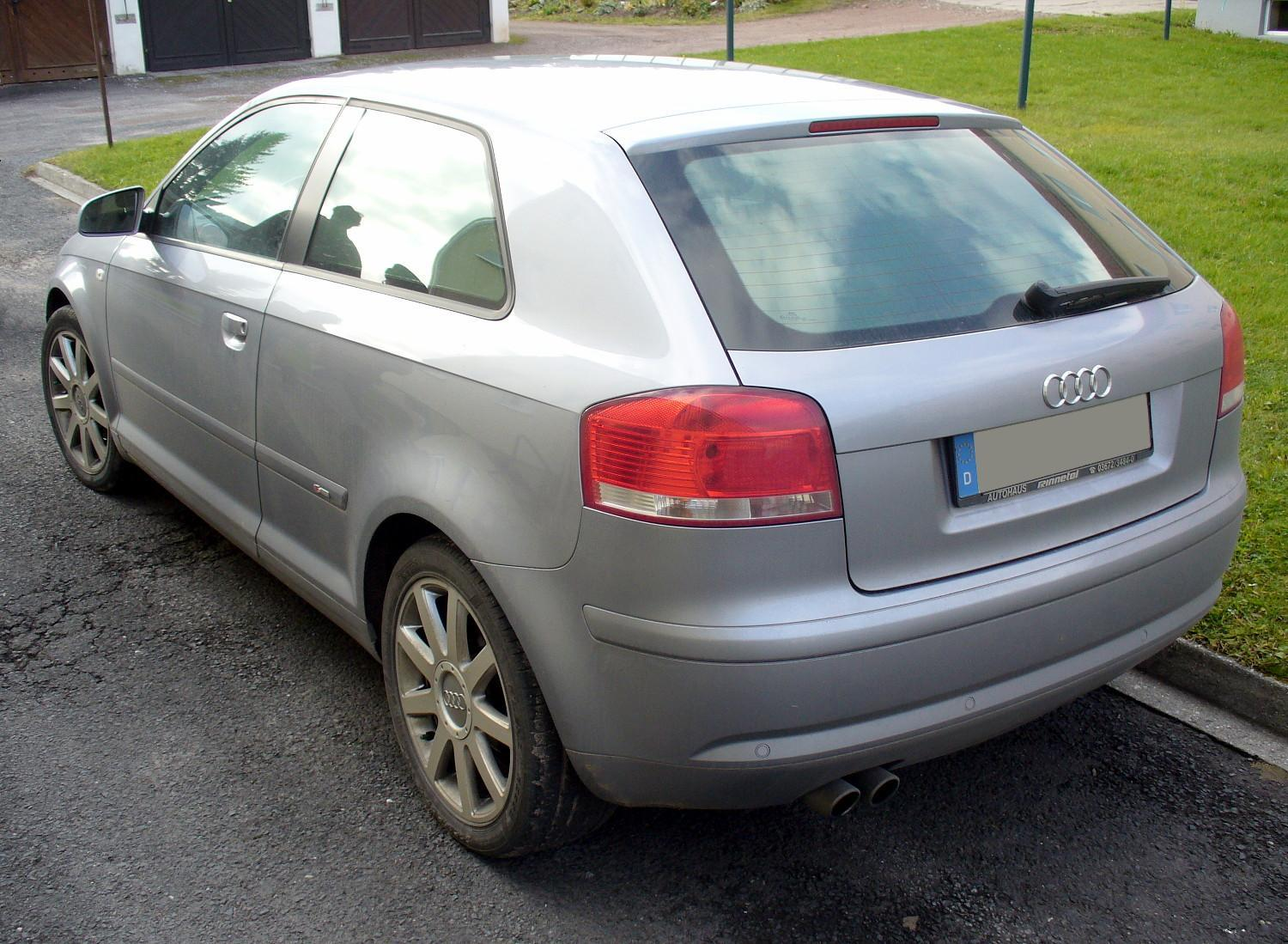
Vue arrière
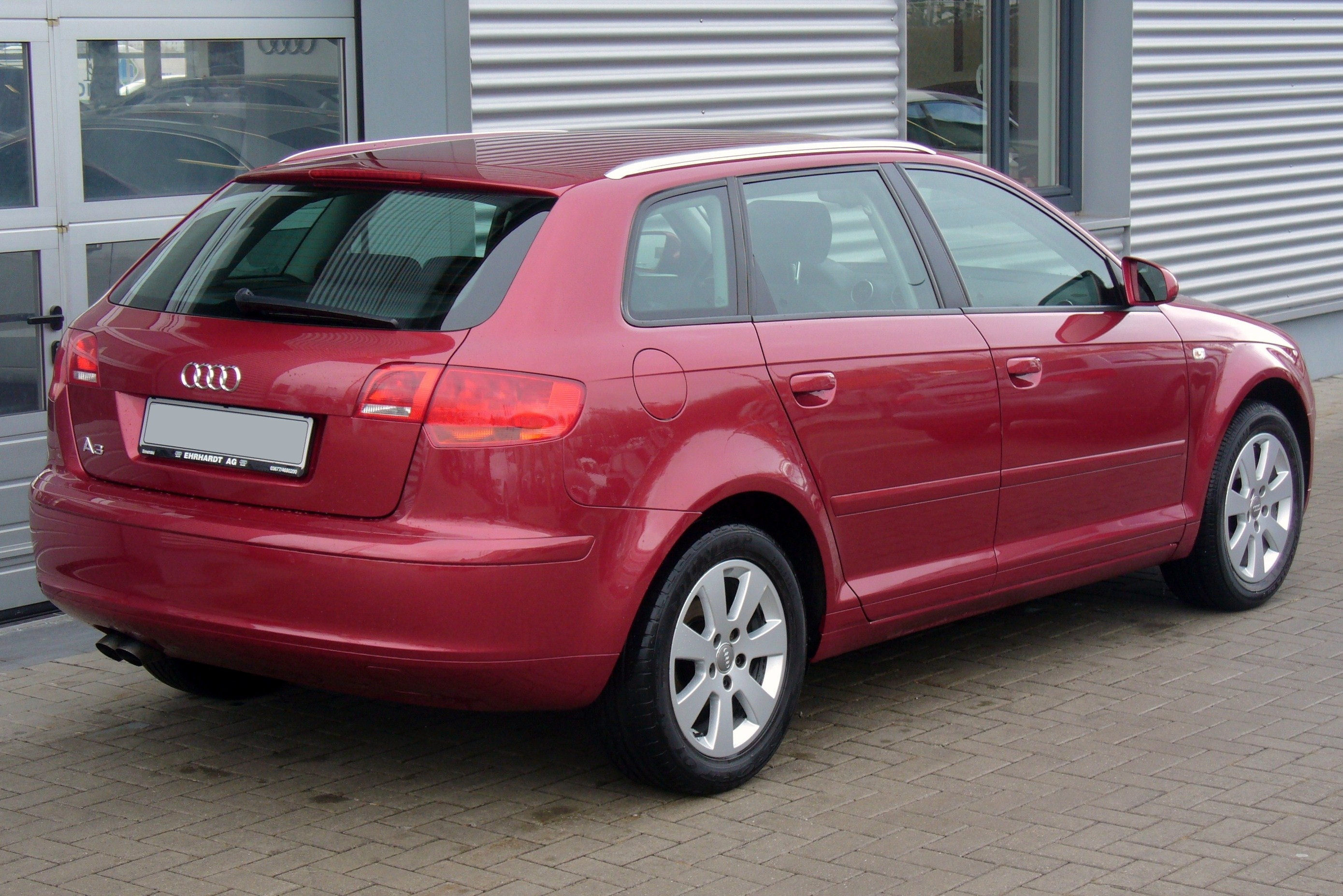
Audi A3 Sportback (2004–2012)
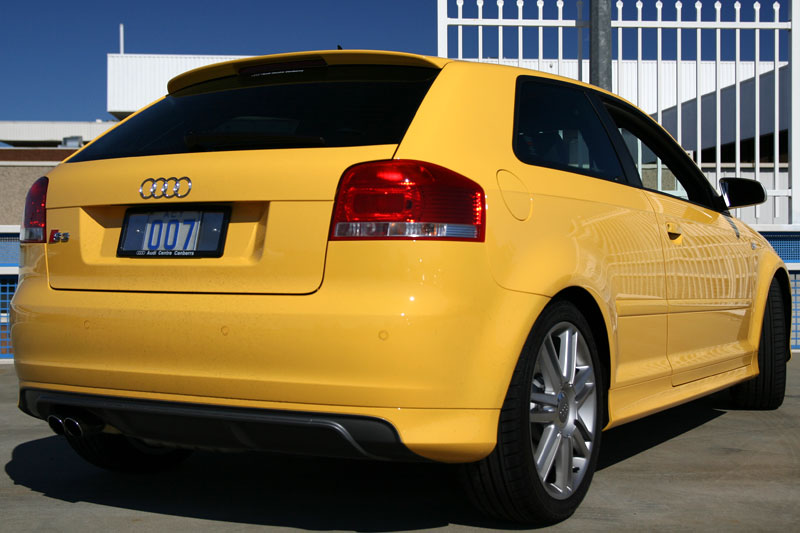
Audi S3 (2006–2008)
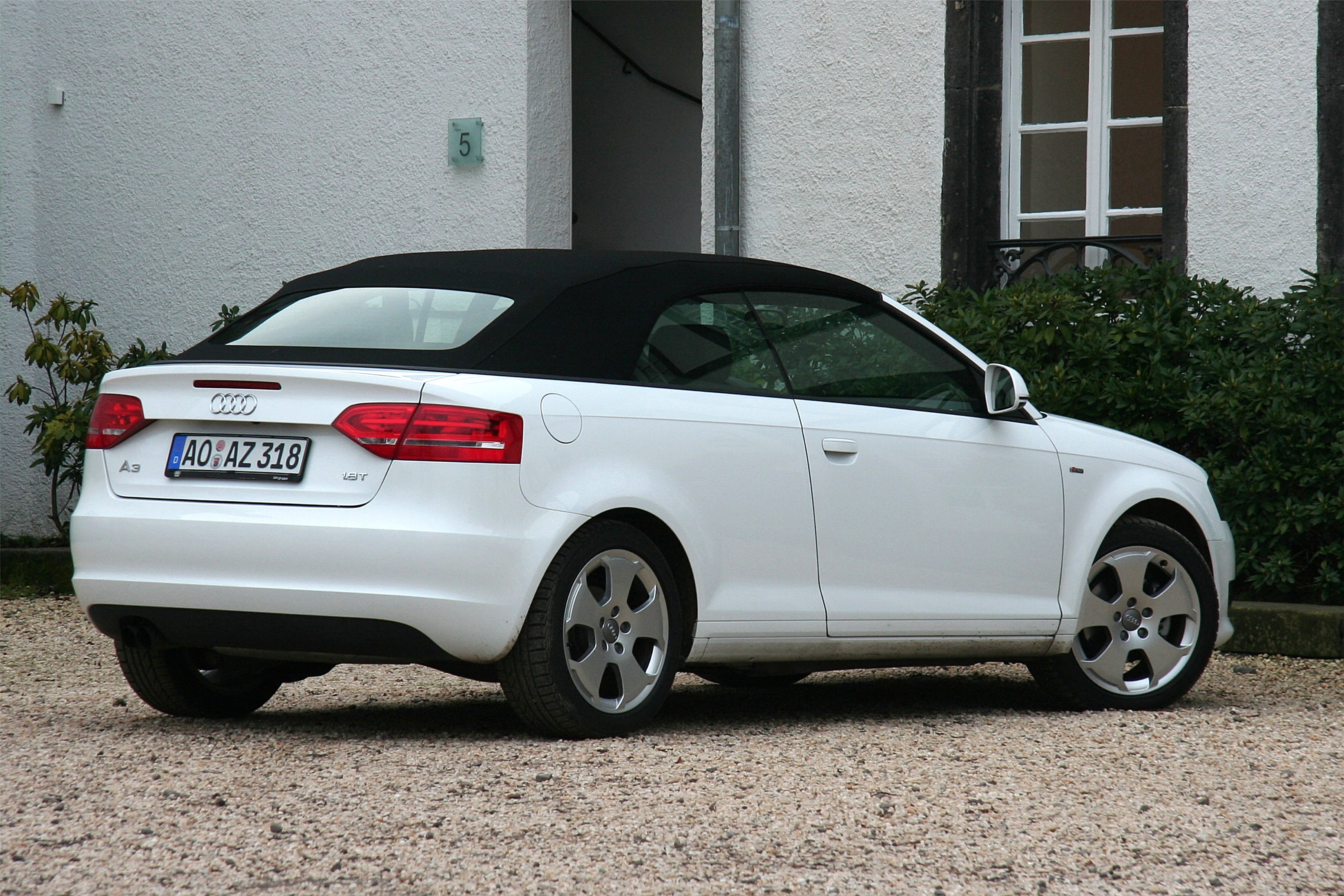
Audi A3 Cabriolet (2008–2013)
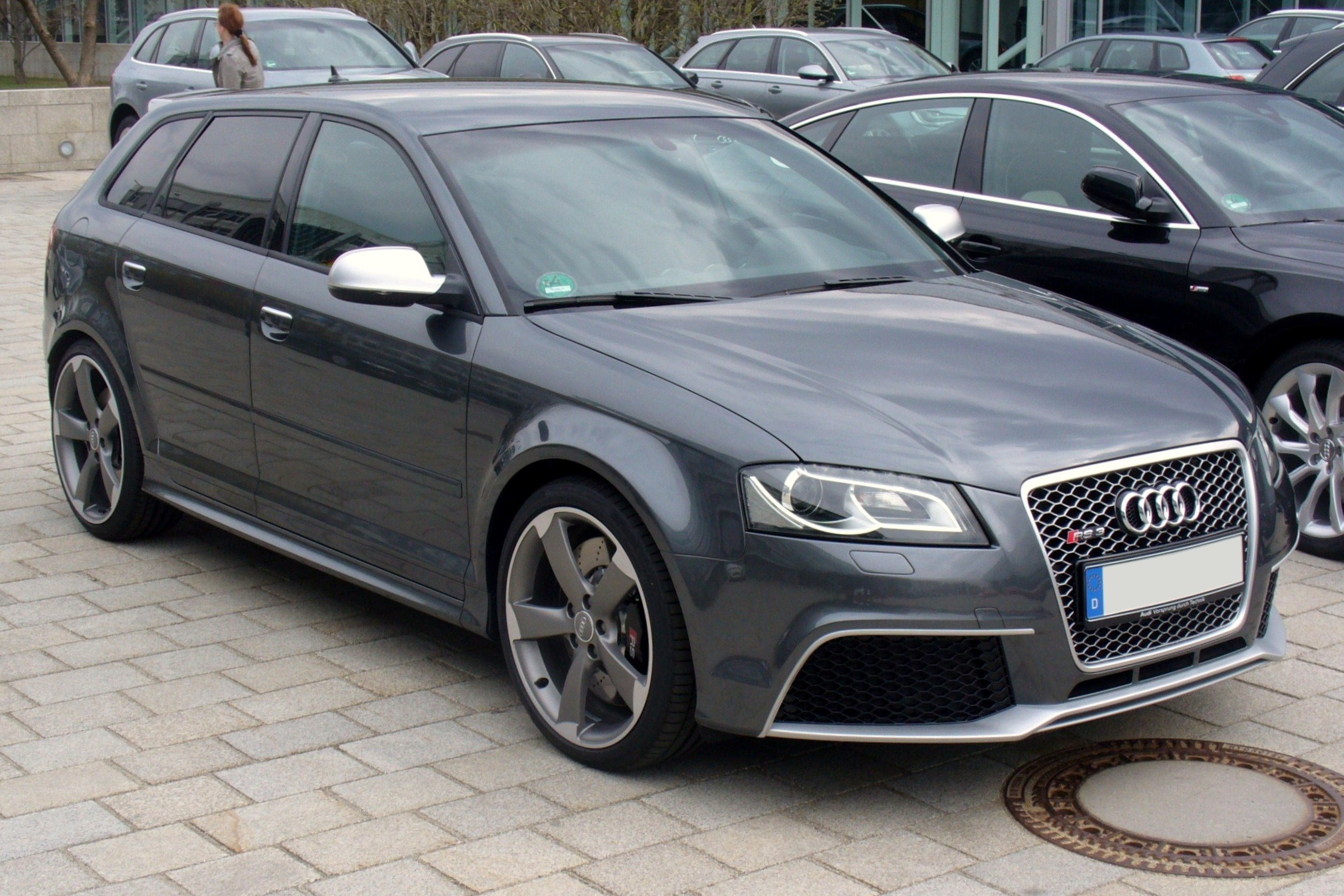
Audi RS3 (2011–2012)

## Période de construction
- Trois portes (8P) : de mars 2003 à mai 2012
- Cinq portes (Sportback, 8PA) : de septembre 2004 à octobre 2012
- Cabriolet : de janvier 2008 à mars 2013[5].

## Transmission
L'Audi A3 8P est équipée de série de la traction avant. Les modèles à quatre roues motrices (transmission Quattro) disposent d'un embrayage multidisque à commande électronique (embrayage Haldex) qui, grâce à son effet de blocage variable, réduit le patinage des roues avant en dirigeant la puissance vers les roues arrière en cas de besoin. La transmission intégrale est de série dans les modèles avec le moteur de 3,2 litres et dans les variantes de modèles S3 et RS3. Avec le réglage d'usine de l'embrayage Haldex, plus de dix pour cent du couple est transféré aux roues arrière en cas de manque de traction sur les roues avant. Les tuners peuvent modifier cette caractéristique.

## Variantes du modèle
- Audi S3
- Audi RS3

## Lifting

### Général
- Juin 2005 : La finition extérieur S line peut être commandée (pare-chocs avant et arrière au design sportif et saisissant, calandre au look S-line, inscription S-line sur la calandre et sur les bandes de protection latérales arrière, baguettes de seuil de porte avec inscription S-line, becquet de toit S-line, feux de brouillard et double sortie d'échappement également, même sur le modèle avec moteur de 1.6 L)
- Septembre 2005 : Présentation du Xenon-Plus (phares avec feux de jour bi-xénon)
- Automne 2006 : Conversion de tous les systèmes radio au format double DIN et introduction d'une radio CD avec fonction de lecture MP3.
- Mars 2007 : Lancement du moteur TDI e de 1.9 L. Avec des mesures telles que des rapports plus longs des rapports 3 à 5, indicateur de changement de vitesse dans le combiné d'instrumentations, électronique du moteur modifiée, diverses mesures aérodynamiques (par exemple une suspension sport de série pour moins de résistance à l'air) et des pneus à faible frottement réduisent la consommation de carburant à 4,5 l/100 km et les émissions de CO2 à 119 g/km.
- Novembre 2007 (annoncé) : Introduction, en option, d'un adaptateur mains libres avec prise en charge du profil d'accès SIM.
- Avril 2008 : Audi a présenté un lifting complet pour les deux variantes[6]. Cela inclut des modifications apportées au capot, aux ailes, à la calandre à cadre unique et le pare-chocs avant. Les phares ont de nouvelles couvertures décoratives. Les feux diurnes sont désormais de série et intégrés aux phares - en plus des feux bi-xénon, un feu diurne à LED peut être utilisé. Les clignotants latéraux sont intégrés dans les rétroviseurs latéraux, les poignées de porte ont été redessinées. Un nouveau pare-chocs a été installé à l'arrière, ainsi que des feux arrière redessinés et un changement minime au hayon. A l'intérieur, les interrupteurs, les bouches d'aération et la console centrale ont été améliorés avec un look en aluminium. Le groupe d'instrumentations a également reçu un nouveau design.
- Mai 2009 : Le moteur VR6 de 3,2 litres a été abandonné sans être remplacé.
- Été 2010[7] : Légères modifications de détail pour les modèles trois et cinq portes; nouvelles jantes en alliage disponibles, une jambe de force en aluminium intégrée au tablier avant, poignées de porte chromées, modification de la forme des rétroviseurs extérieurs, diffuseur arrière avec un design légèrement modifié et le combiné d'instrumentations est maintenant grisé.

### Trois portes (8P)
La mise à jour du modèle trois portes a été effectuée en juin 2005 pour le début de l'année modèle 2006. Une caractéristique d'identification unique est la calandre à cadre unique et le volant avec la conception à cadre unique. Avec le lifting, entre autres, le design a été adapté à celui de l'A3 Sportback et contribue donc aussi à une image de marque uniforme.
Au printemps 2008, il y a eu un autre lifting, avec des feux de jour standard inclus. À l'été 2010, d'autres améliorations de détail ont été apportées, telles que d'autres roues en aluminium ou une jambe de force en aluminium intégrée dans le tablier avant.

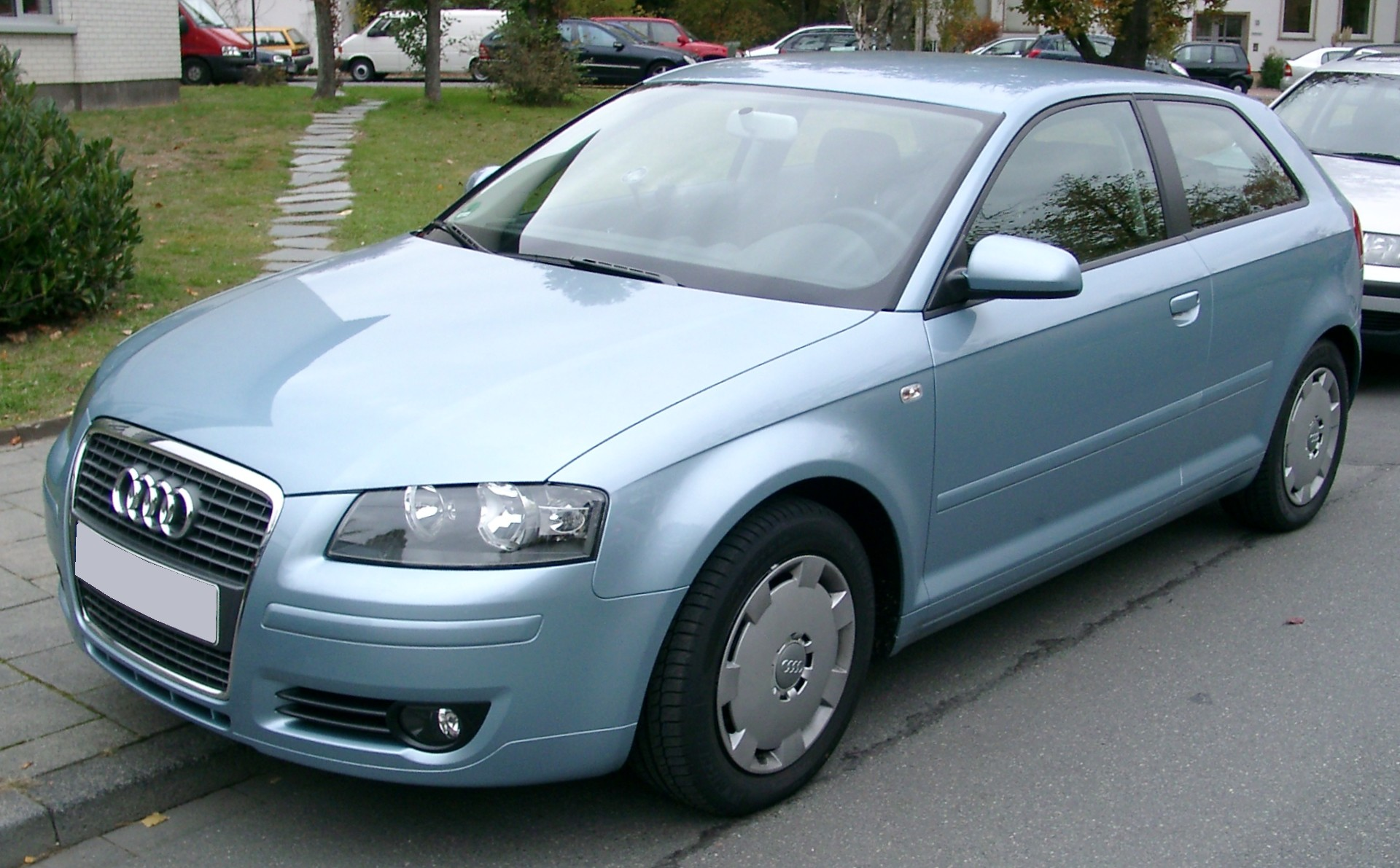
Audi A3 trois portes (2005–2008)
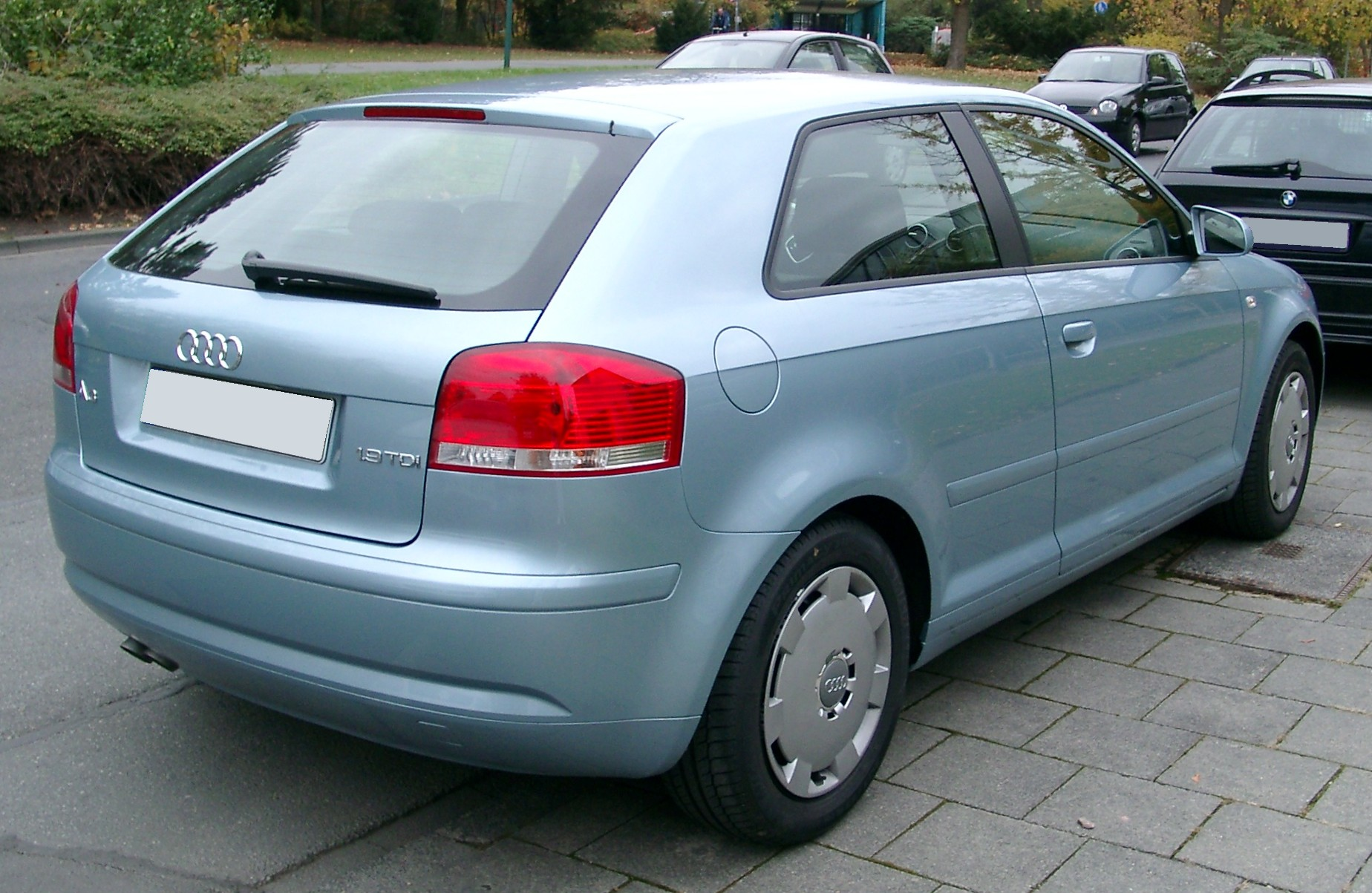
Vue arrière
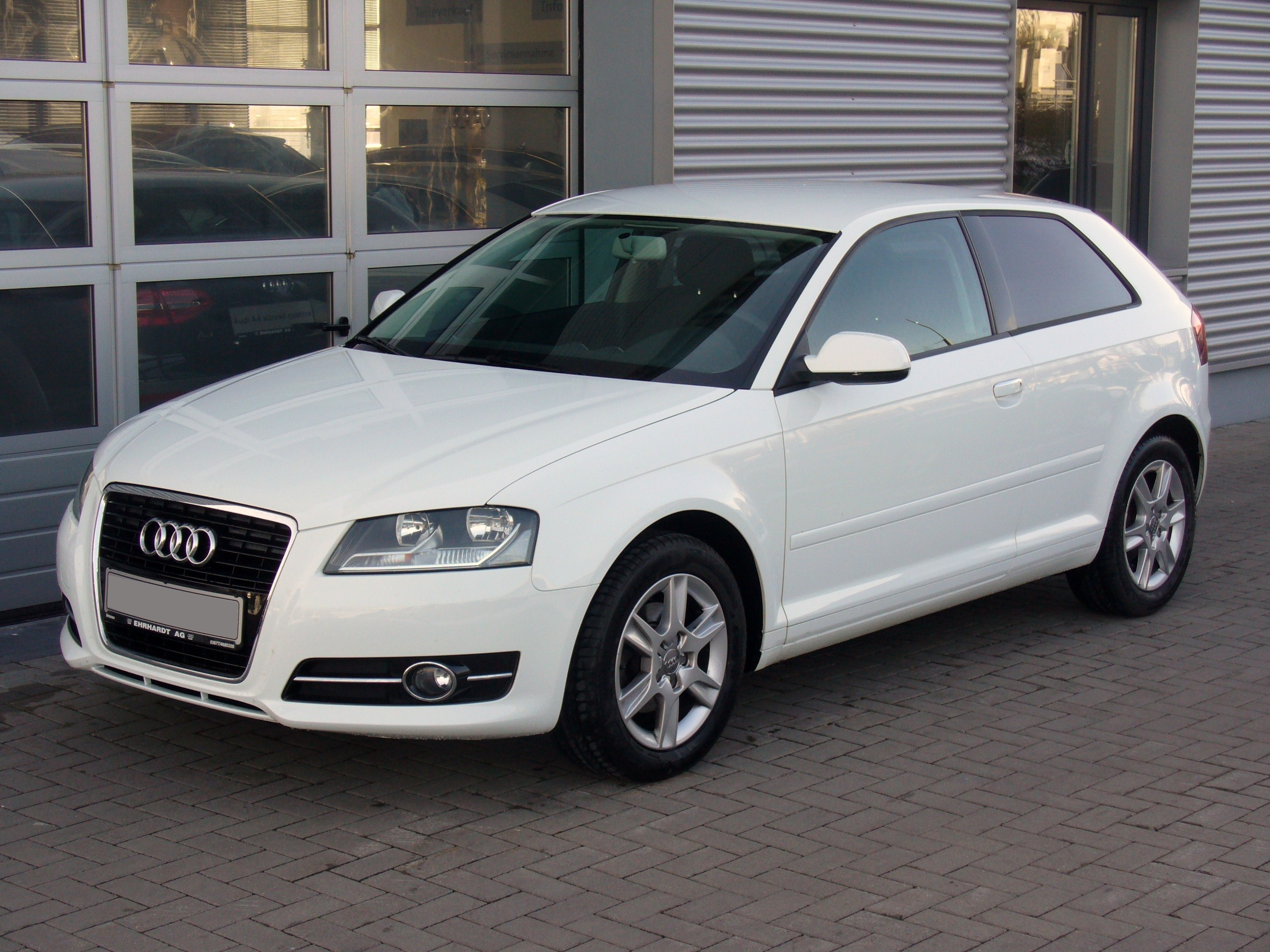
Audi A3 trois portes (2010–2012)
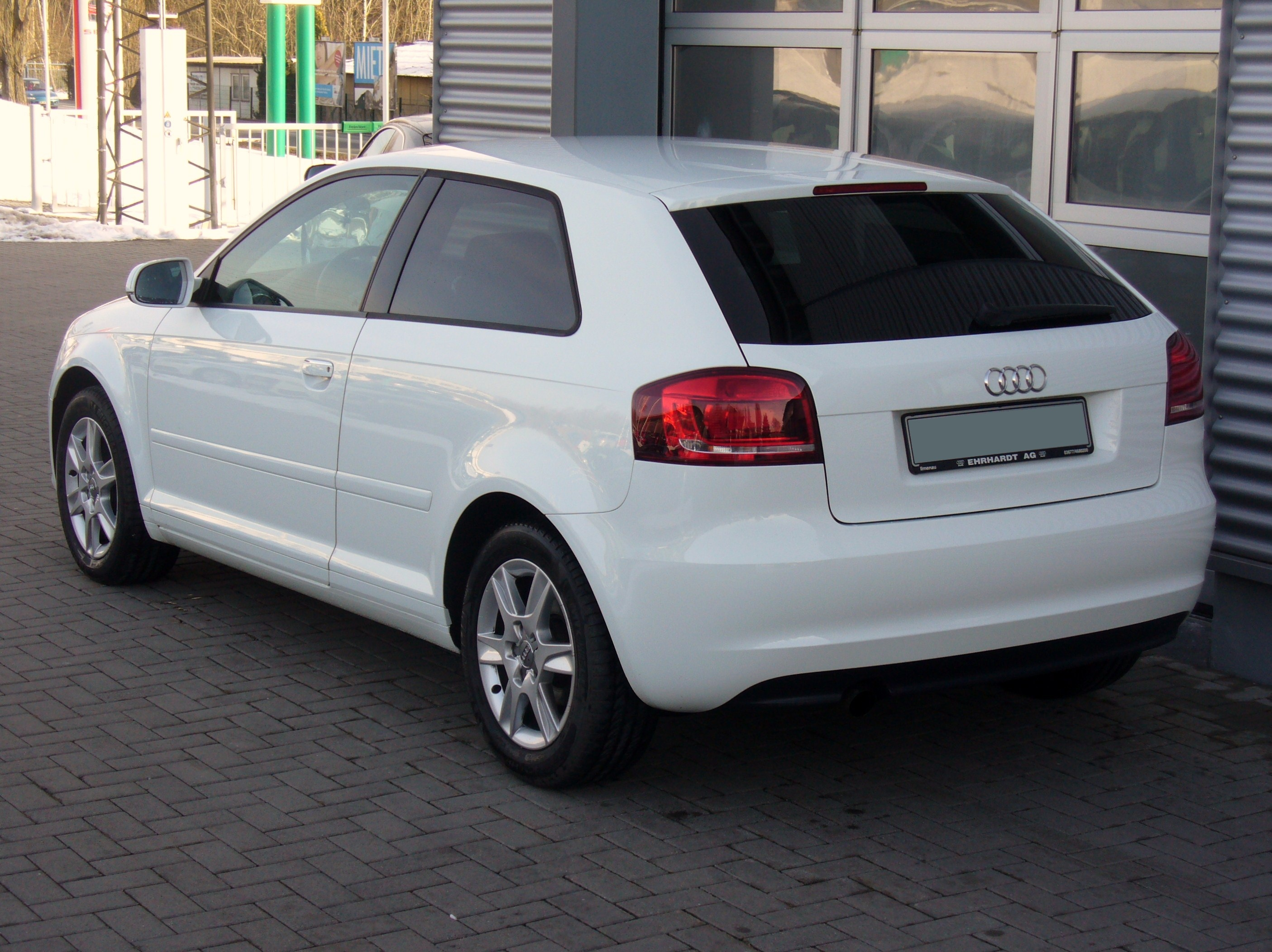
Vue arrière

### Cinq portes (8PA)
Le modèle cinq portes, appelée Sportback, avait la calandre à cadre unique et le volant avec la conception à cadre unique dès le début de la production (et donc avant le lifting de la 8P).
Au printemps 2008, il y a eu un premier lifting pour la Sportback, qui comprenait des feux de jour de série. À l'été 2010, d'autres modifications de détail ont été apportées, telles que des poignées de porte avec des entretoises chromées ou une bande d'aluminium intégrée dans le tablier avant.

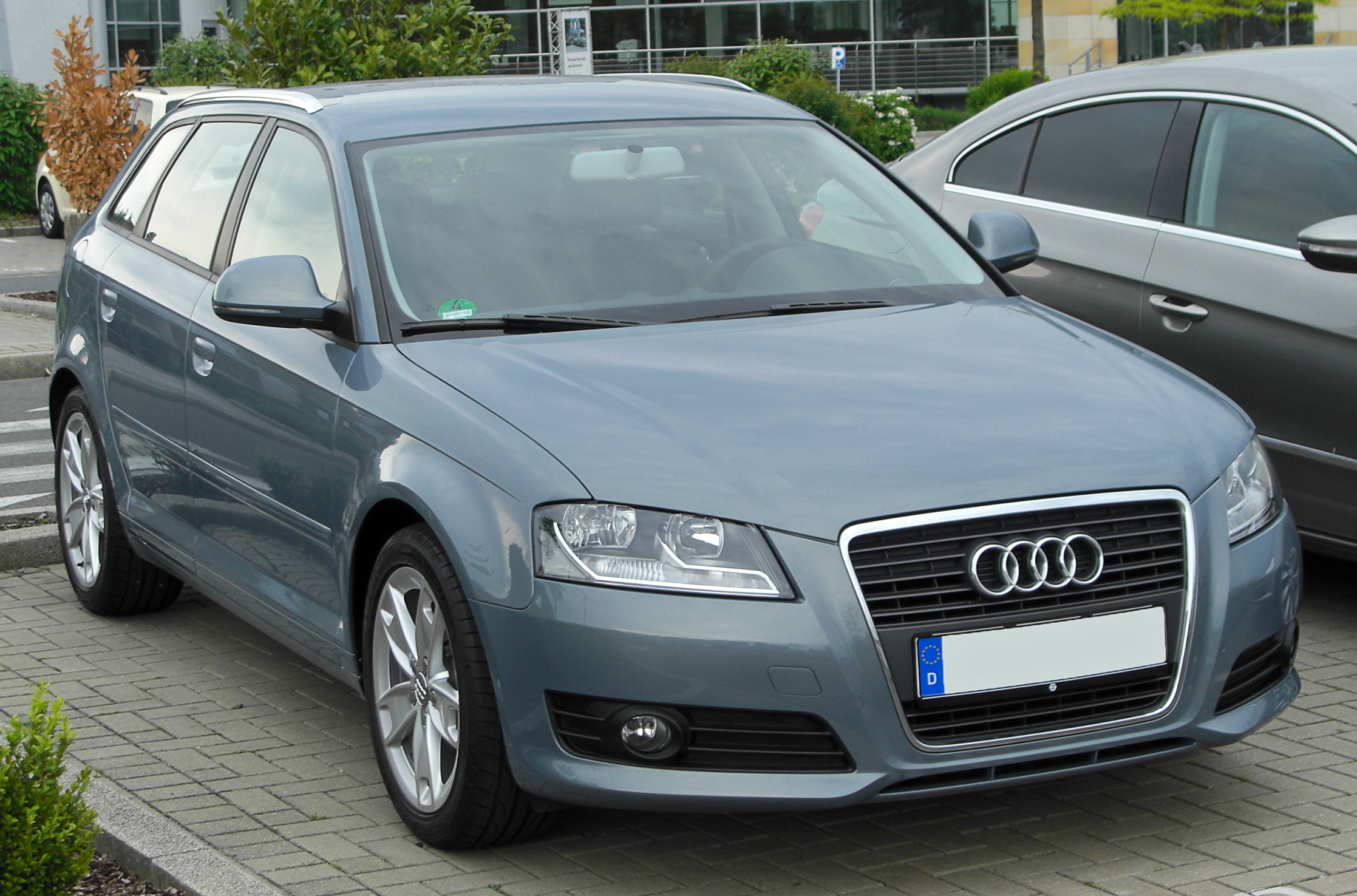
Audi A3 Sportback (2008–2010)
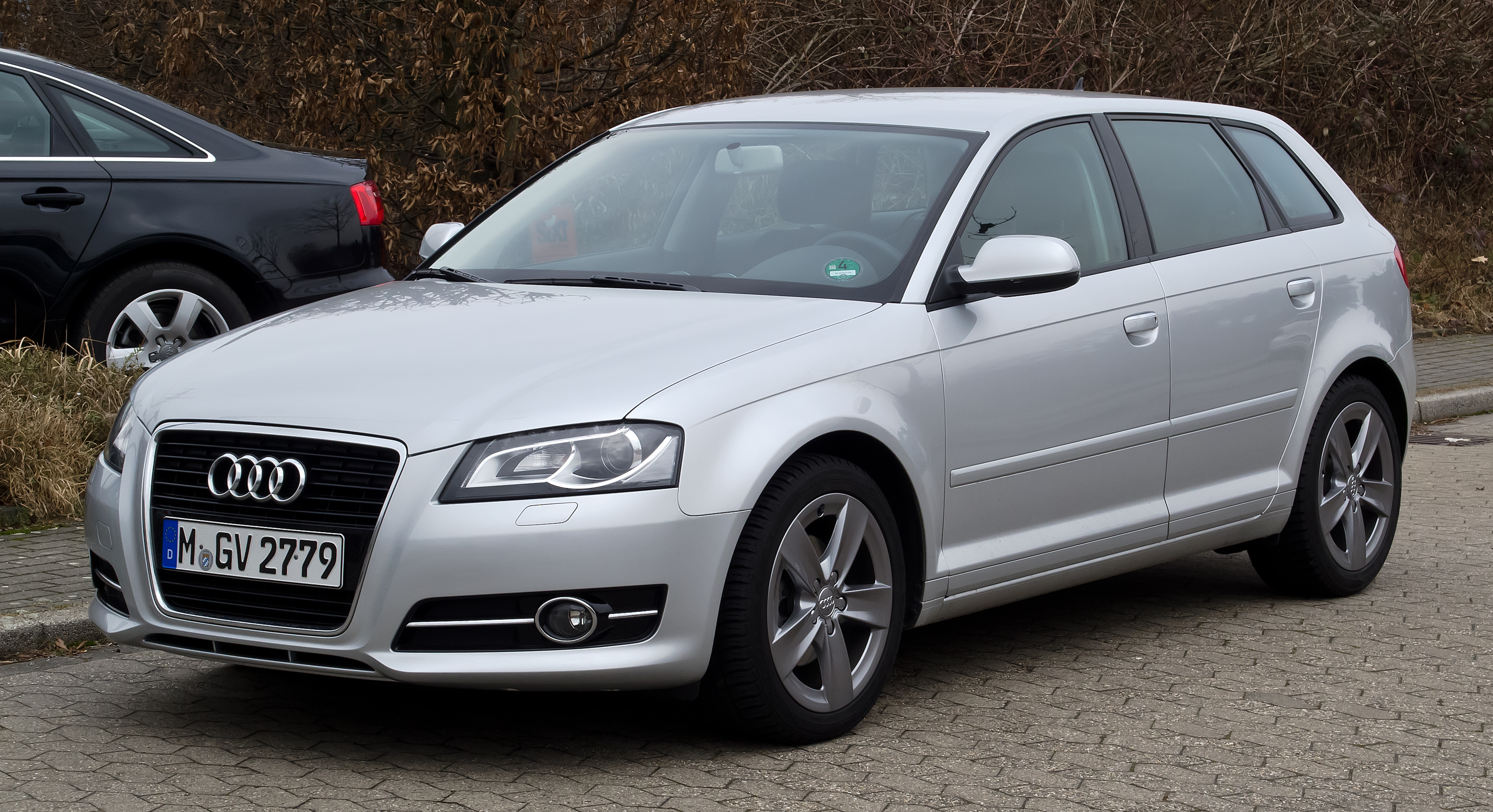
Audi A3 Sportback (2010–2012)
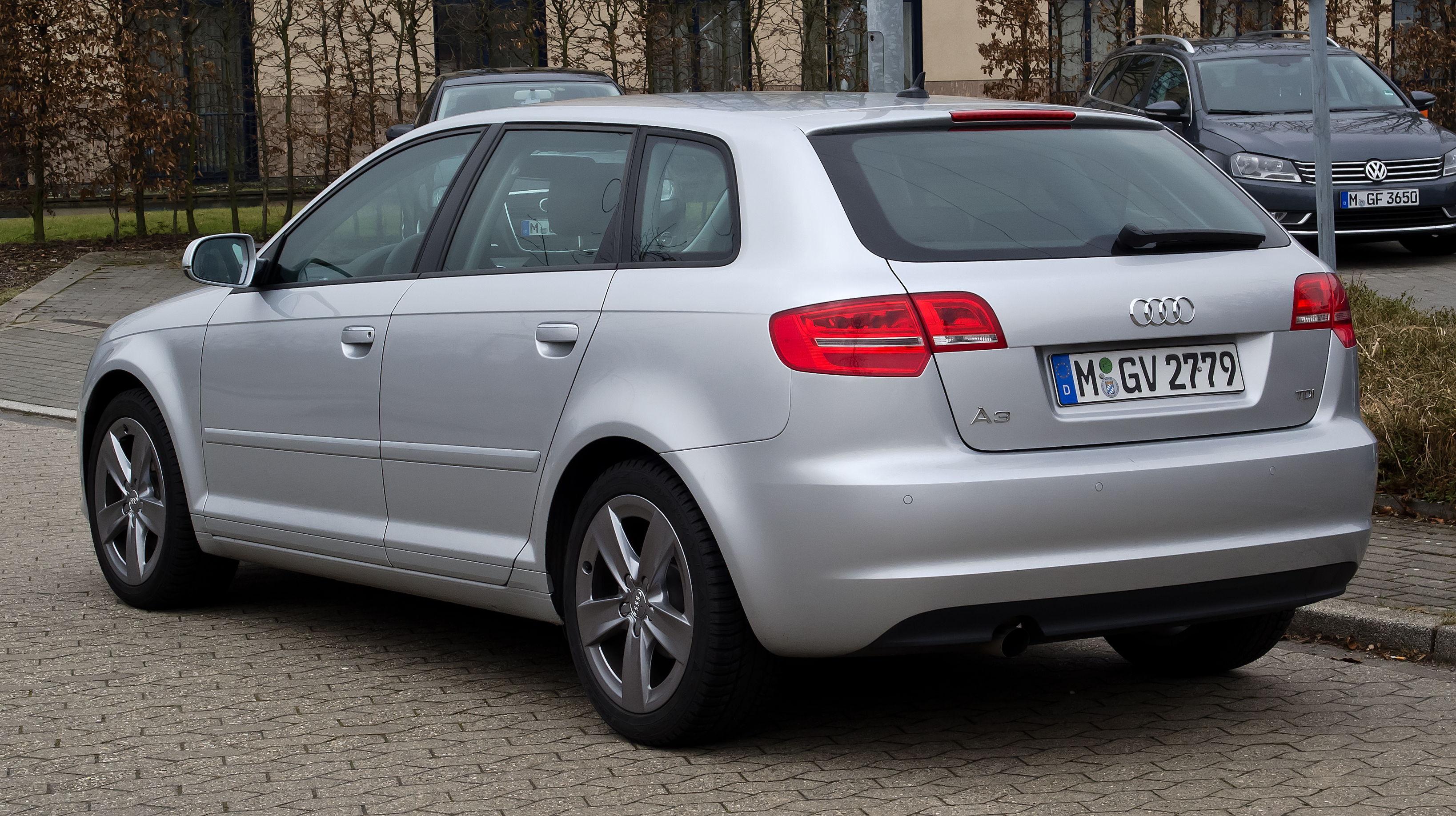
Vue arrière

## Récompenses
- 2009 : Meilleur choix de sécurité 2010[8].

## Niveaux de finition
Les gammes d'équipement disponibles sont basées sur celles du modèle précédent, tant en termes de nom que de caractéristiques respectives. Il existe à nouveau un modèle de base appelé Attraction, une variante d'équipement plus sportive appelée Ambition, un modèle de confort appelé Ambiente et une ligne sportive appelée S, qui n'est possible qu'en combinaison avec l'Ambition.
- Attraction : Le modèle de base a des roues en acier 6,5J x 16″. Volant au design à 4 branches recouvert de mousse et sièges normaux avec housses de siège en tissu.
- Ambition : L'Ambition a des pneus de 225 mm de large montés sur des roues en aluminium 7,5J x 17" avec une conception à 5 bras et la carrosserie est abaissée de 15 mm. Cet équipement comprend également des accessoires sportifs à l'intérieur tels que des sièges sport à l'avant, volant sport à 3 branches, pommeau de levier de vitesses, manchette et poignée de frein à main en cuir et seuils de porte avec inserts en aluminium.
- Ambiente : La variante Ambiente a des roues en aluminium 6,5J x 16″ à 7 bras et un volant à 4 branches en cuir, incrustations en bois sur le tableau de bord, divers rangements supplémentaires, capteur de lumière/pluie et un régulateur de vitesse.
- S line : L'équipement S line est disponible en deux versions;
  - S line Sportpaket Plus : Comprend des sièges en cuir, roues spéciales en aluminium, une garniture de toit noire et un châssis plus dur, avec la caisse abaissée de 25 mm au lieu de 15 mm. Le lettrage "S line" se trouve également sur le volant, les moulures latérales, les seuils de porte et la calandre (jusqu'au lifting d'avril 2008).
  - S line Exterieurpaket : N'a que l'air sportif, se distingue principalement qu'avec le lettrage "S line" et divers spoilers sur la voiture.

## Sécurité enfants
Il y a suffisamment d'espace à l'arrière pour deux sièges enfants. Les supports Isofix sur les bords extérieurs de la banquette arrière font partie de l'équipement standard. Pour le siège passager, le support Isofix et un airbag déconnectable sont en supplément.

## Nouvelles immatriculations
Nouvelles immatriculations en Allemagne, dont les Audi S3 et Audi RS3 :
| Année | Chiffre |
| ----- | ------- |
| 2011  | 53.801  |
| 2010  | 63.466  |
| 2009  | 72.238  |
| 2007  | 70.517  |
| 2006  | 77.044  |

## Assemblage hors d'Europe
Hors d'Europe, l'A3 Sportback a finalement été assemblée par Audi Senna à Curitiba. De décembre 2012 à mars 2013, les dernières unités y ont été assemblées à l'aide de kits en Complete Knock Down de production allemande. Les unités étaient destinées aux marchés de l'Argentine, du Brésil et de la Chine, où l'ancienne génération était encore très demandée.
L'A3 a été techniquement révisée par Volkswagen Shanghai. Alors que les premiers véhicules ont été testés sur les routes chinoises fin 2012 sous le nom de Škoda Sportback, le modèle est entré en production en série en mai 2013 après un rafraîchissement visuel et sous le nom de Volkswagen Gran Lavida. Cependant, il ne faut pas la confondre avec la Volkswagen Lavida ordinaire, qui elle-même correspond à la Volkswagen Jetta VI.